# لس آنجلس
لس آنجلس (انگلیسی: Los Angeles) پرجمعیت‌ترین شهر در ایالت کالیفرنیای آمریکا است. ساکنین محدودهٔ شهری لس آنجلس ۳٬۸۲۰٬۹۱۴ نفر تا سال ۲۰۲۳ برآورد شد و پس از نیویورک سیتی، دومین شهر پرجمعیت در ایالات متحده به‌شمار می‌رود. همچنین لس آنجلس مرکز تجاری، مالی و فرهنگی کالیفرنیا جنوبی است. لس آنجلس جمعیت قومی و فرهنگی متنوعی دارد و شهر اصلی یک منطقه کلان‌شهری ۱۲٫۸ میلیون نفری (۲۰۲۳) است. کلانشهر وسیع لس آنجلس بزرگ که شامل مناطق شهری لس آنجلس و ریورساید-سن برناردینو است، بیش از ۱۸٫۳ میلیون نفر جمعیت دارد.
لس آنجلس دارای اقتصاد متنوع با طیف وسیعی از صنایع است. این شهر علی‌رغم خروج دسته‌جمعی تولیدات سینما و تلویزیون در پی دنیاگیری کووید-۱۹، همچنان یکی از بزرگ‌ترین قطب‌های تولید فیلم آمریکاست و از نظر درآمد در صدر قرار دارد. این شهر مکان مهمی در تاریخ سینما محسوب می‌شود.
لس آنجلس در سال ۲۰۱۵ نیز در لیست شهرهای پرجمعیت جهان رتبه هجدهمین شهر پرجمعیت جهان را داراست. لس آنجلس بزرگ‌ترین درصد لاتینوها را در میان همه شهرهای ایالات متحده دارد. در سال ۲۰۱۸ میلادی ۴۵٪ از جمعیت لس آنجلس لاتینو بودند. ۷۸ درصد از لاتینوهای لس آنجلس تباری مکزیکی دارند. اینکه آیا لس آنجلس آرمانشهر است یا خیر، بحث مخصوص به خود را دارد؛ هر چند که این شهر سالها برای بسیاری از مردم، به نوعی جامعه آرمانی بوده است.

## تاریخچه
چهارم سپتامبر سالروز استقرار ۴۴ مهاجر اسپانیایی زبان در «دره دود» در جوار یک دهکده سرخ‌پوستی در جنوب کالیفرنیا در سال ۱۷۸۱ است که نامش را لس آنجلس گذاشتند.
لس آنجلس در ۱۷۸۱ توسط فرماندار اسپانیایی فیلیپ د'نو ایجاد شد. او ابتدا این شهر را «El Pueblo de Nuestra Señora la Reina de los Angeles de Porciúncula» به معنای «روستای بانوی ما، ملکه فرشتگان پورسی اونکالا» نامید.
لس آنجلس که در زبان اسپانیایی معنای «شهر فرشتگان» را دارد از شهرهای غربی کشور آمریکا است. این شهر شمار فراوانی مهاجر از تمام نقاط جهان را در خود گنجانده است که ایرانیان مقیم آمریکا یکی از این گروه‌ها هستند.
شهر لس آنجلس در سال‌های ۱۹۳۲ و ۱۹۸۴ میزبان بازی‌های المپیک تابستانی ۱۹۳۲ و بازی‌های المپیک تابستانی ۱۹۸۴ بود.
این شهر در آخرین آمارها مساحتی برابر ۴۸۰۰ کیلومتر داشته.

## اقتصاد
اقتصاد لس آنجلس بر پایه واردات و صادرات، صنایع سرگرمی (خصوصاً فیلمسازی)، هوافضا، فناوری و گردش‌گری است. بندرها به هم پیوسته لانگ بیچ درگاه واردات و صادرات به کشورهای شرق آسیا هستند و مقام پنجم پر رفت‌وآمدترین بندر دنیا را دارا هستند. لس آنجلس بزرگ‌ترین مرکز ساخت و ساز در غرب ایالات متحده است. شرکت‌های سرگرمی از قبیل کمپانی والت دیزنی وفاکس قرن بیستم و هوافضا مانند نورثروپ گرومن در این شهر قرار دارند.

## ورزش
لس آنجلس هم مانند نیویورک شهری است که دو تیم در اتحادیه ملی بسکتبال آمریکا دارد. تیم‌های بسکتبال لس آنجلس لیکرز و لس آنجلس کلیپرز در این شهر قرار دارند. تیم بیس بال لس آنجلس داجرز و تیم هاکی لس آنجلس کینگز از دیگر تیم‌های این شهر هستند. تیم‌های فوتبال لس آنجلس گلکسی و سی. دی. چیواس یواس‌ای نیز در این شهر بازی می‌کنند.
تیم‌های ورزشی دانشگاه‌های این شهر مانند دانشگاه کالیفرنیای جنوبی و دانشگاه کالیفرنیا، لس آنجلس نیز دارای طرفداران زیادی در این شهر هستند.

## مراکز فرهنگی و گردشگری

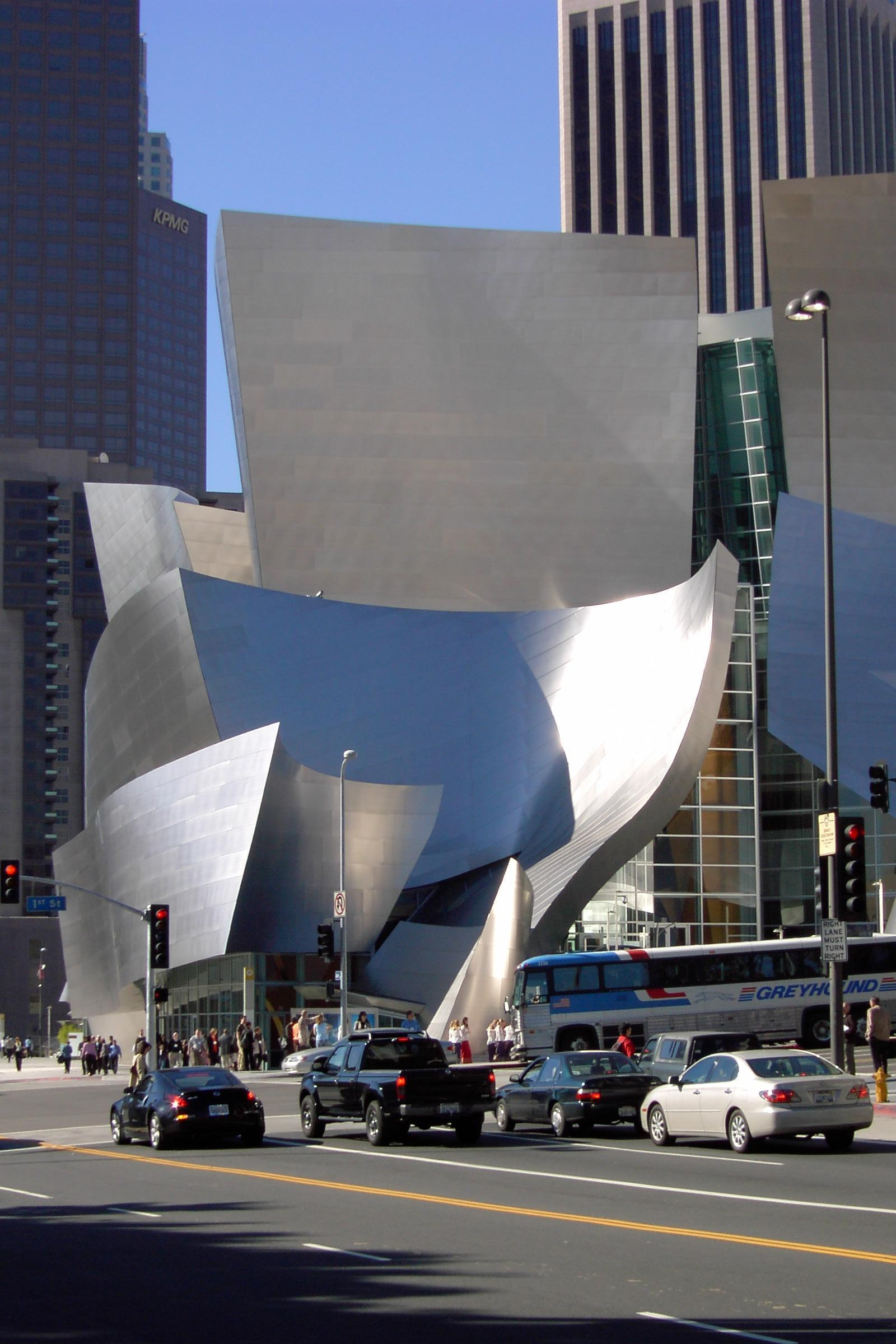
تالار والت دیزنی در لس آنجلس

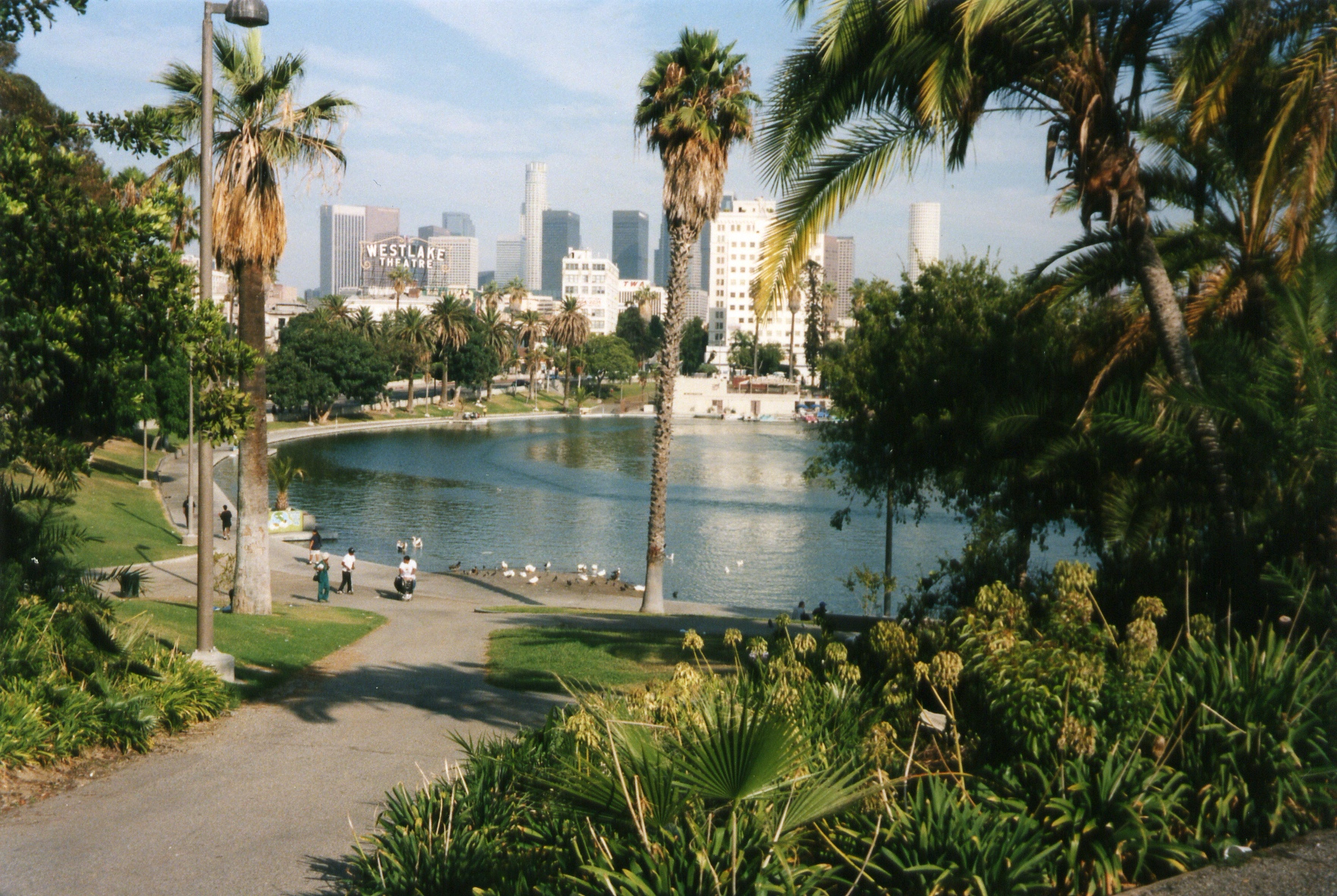
پارک مک آرتور

لس آنجلس به سبب داشتن مراکز تفریحی و سرگرمی فراوان دومین شهر ایالات متحده از نظر جذب گردشگر است. علاوه بر هالیوود که مرکز صنعت هنر هفتم آمریکا می‌باشد، لس آنجلس دارای تعدد مناسبی از مراکز فرهنگی و علمی می‌باشد.
- مرکز گتی، شامل موزه و باغ گتی، یکی از مراکز هنری و فرهنگی معروف جهان
- رصدخانه گریفیتس
- فیلارمونیک لس آنجلس
- استودیوهای فیلم‌سازی و مراکز فرهنگی در بلوار هالیوود مانند سالن تئاتر کداک که محل اعطای جایزه اسکار است.
- موزه‌های متعدد در مرکز شهر (Downtown) مانند موزه هنرهای مدرن یا موزه گرمی که به صنعت موسیقی آمریکا اختصاص دارد.
- کتابخانه عمومی شهرستان لس آنجلس
- موزه تاریخ طبیعی لس آنجلس

## مراکز علمی و دانشگاهی
آزمایشگاه پیشرانه جت یکی از مراکز مهم ناسا در دانشگاه کلتِک واقع در پاسادنا در شمال لس آنجلس قرار دارد. پایگاه نیروی هوایی ادواردز یکی از مراکز فرود شاتل‌های فضایی در حومه این شهر قرار دارد. سه شعبه از سامانهٔ دانشگاه کالیفرنیا (دانشگاه کالیفرنیا در لس آنجلس، دانشگاه کالیفرنیا در ایرواین، و دانشگاه کالیفرنیا در ریورساید) در منطقهٔ لس آنجلس قرار دارند؛ و مدرسه عالی نیروی دریایی، مؤسسه فناوری کالیفرنیا (کلتک)، و دانشگاه کالیفرنیای جنوبی در این میان دارای شهرت زیادی در سطح کشور هستند.
در میان مراکز دانشگاهی سامانهٔ دانشگاه ایالتی کالیفرنیا که در منطقه لس آنجلس قرار دارند نیز می‌توان به موسسات زیر اشاره کرد:
- دانشگاه ایالتی کالیفرنیا در لانگ بیچ
- دانشگاه ایالتی کالیفرنیا در لس آنجلس
- دانشگاه ایالتی کالیفرنیا در چنل آیلند
- دانشگاه ایالتی کالیفرنیا در سن برناردینو
- دانشگاه ایالتی کالیفرنیا در دومینگوئزهیلز
- دانشگاه ایالتی کالیفرنیا در نورتریج
- دانشگاه ایالتی کالیفرنیا در فولرتون

## ترابری
- متروی لس آنجلس در سال ۱۹۹۰ تأسیس شده و هم‌اکنون دارای ۶ خط و ۱۰۰ ایستگاه می‌باشد.

فرودگاه بین‌المللی لس آنجلس بزرگ‌ترین و اصلی‌ترین فرودگاه این شهر است که در سال ۱۹۳۰ تأسیس شده است، همچنین فرودگاه بین‌المللی انتاریو، فرودگاه باب هوپ، فرودگاه لانگ بیچ و فرودگاه جان وین در نزدیکی لس آنجلس قرار دارند.
مترولینک که مرکزیت آن شهر لس آنجلس است این شهر را به مناطق حومه‌ای و شهرستان‌های اطراف پیوند می‌دهد.

## ایرانیان در لس آنجلس

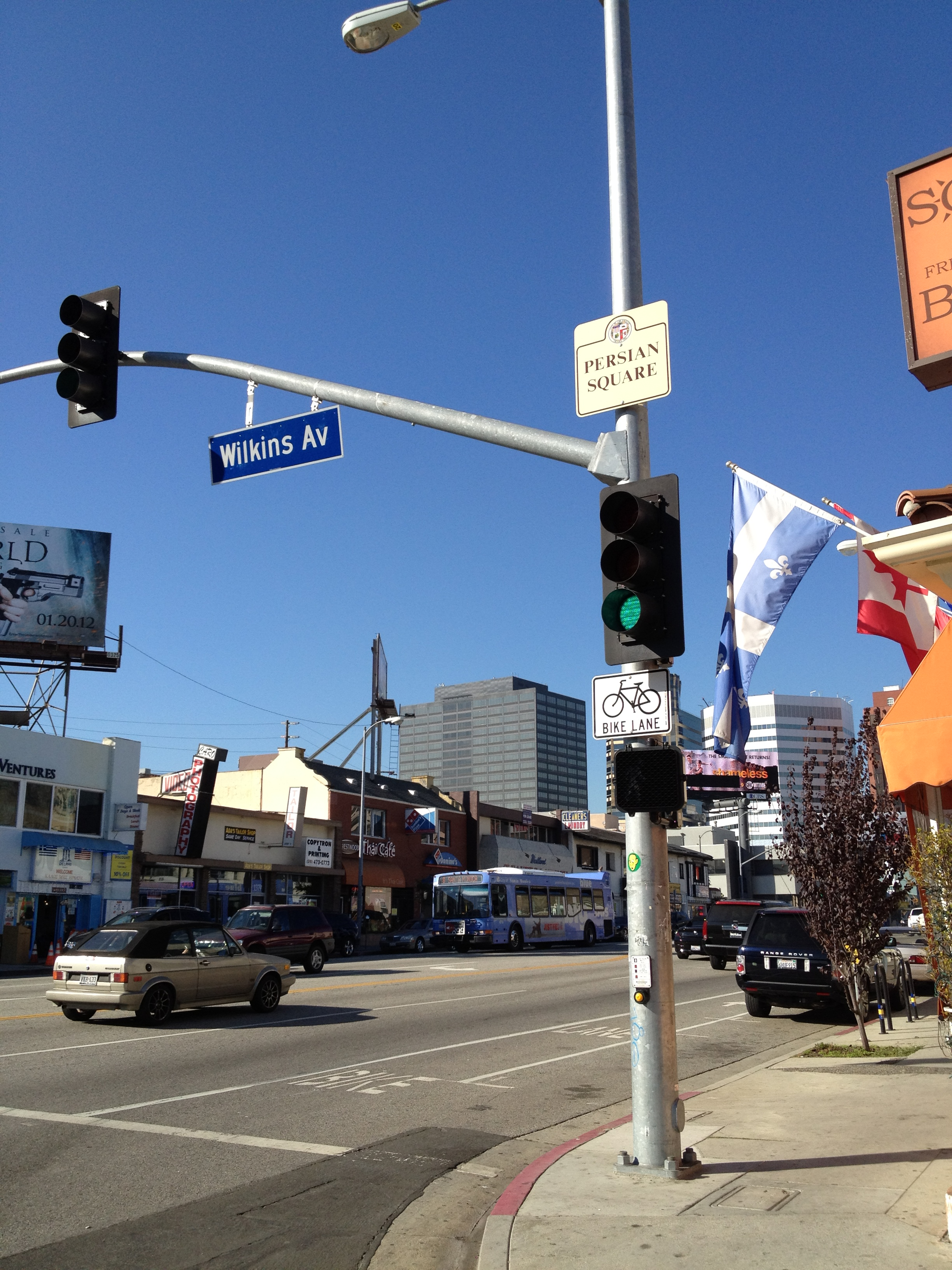
چهارراه ایرانی به تقاطع بلوار وست‌وود و خیابان ویلکینز در لس‌آنجلس گفته می‌شود. شهرداری لس آنجلس در سال ۲۰۰۹ به پاس خدمات ایرانیان به این شهر، این تقاطع را «چهارراه ایرانی» نام‌گذاری کرد.

امروز می‌توان لس آنجلس را مهم‌ترین کانون و مرکز مهاجران ایرانی و همچنین کانون موسیقی پاپ ایرانی در بیرون از کشور دانست.

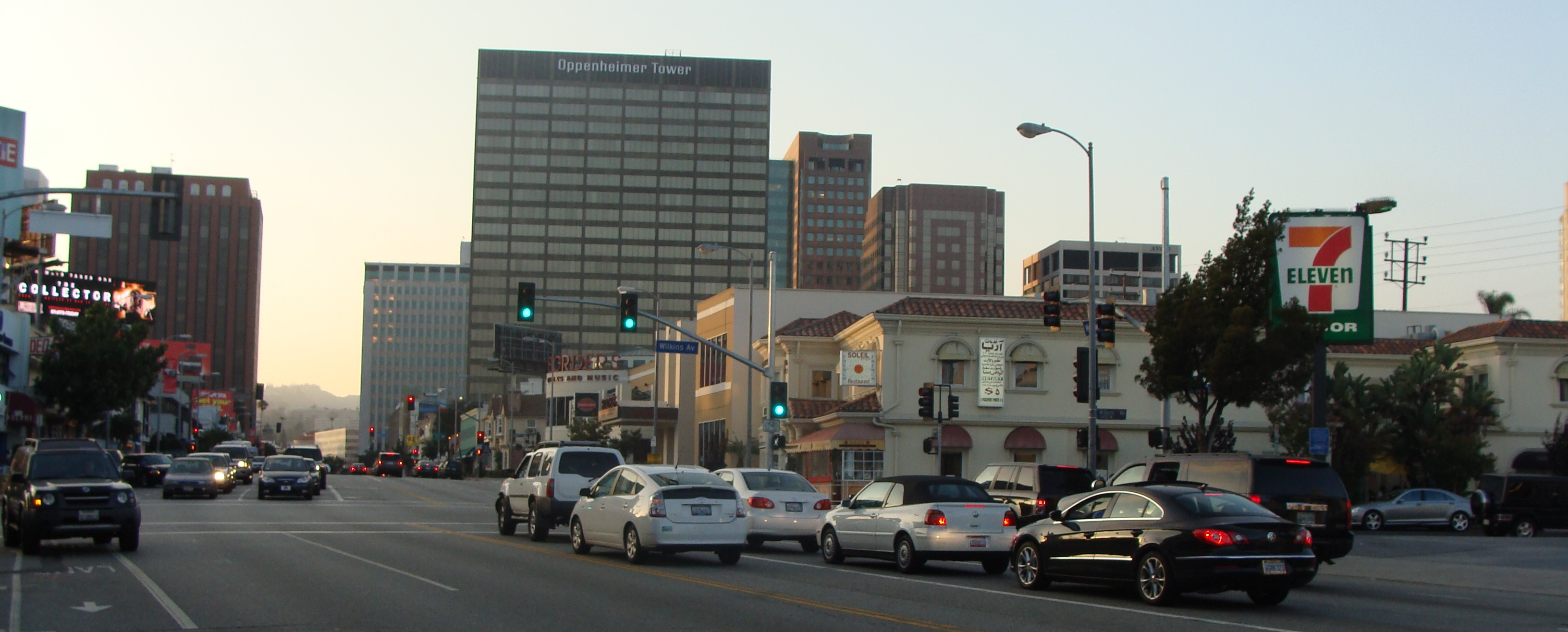
تهرانجلس بیشتر در منطقه وستوود و بورلی هیلز مرکزیت دارد

به‌علت حضور بسیار ایرانیان در این شهر، ایرانیان آن را به‌کنایه «تهرانجلس» می‌خوانند.
از شمار ایرانیان در شهر لس آنجلس آمار دقیقی در دست نیست اما آمارها در این زمینه بین ۳۵۰ هزار تا ۸۰۰ هزار در نوسان است.
ایرانیان مقیم شهر لس آنجلس دارای امکانات وسیع مالی و تبلیغاتی هستند، به‌صورتی که تنها در شهر لس آنجلس هم‌اکنون بیش از ۳۰ شبکه بیست و چهار ساعته فارسی‌زبان وجود دارد.

## آلودگی هوا

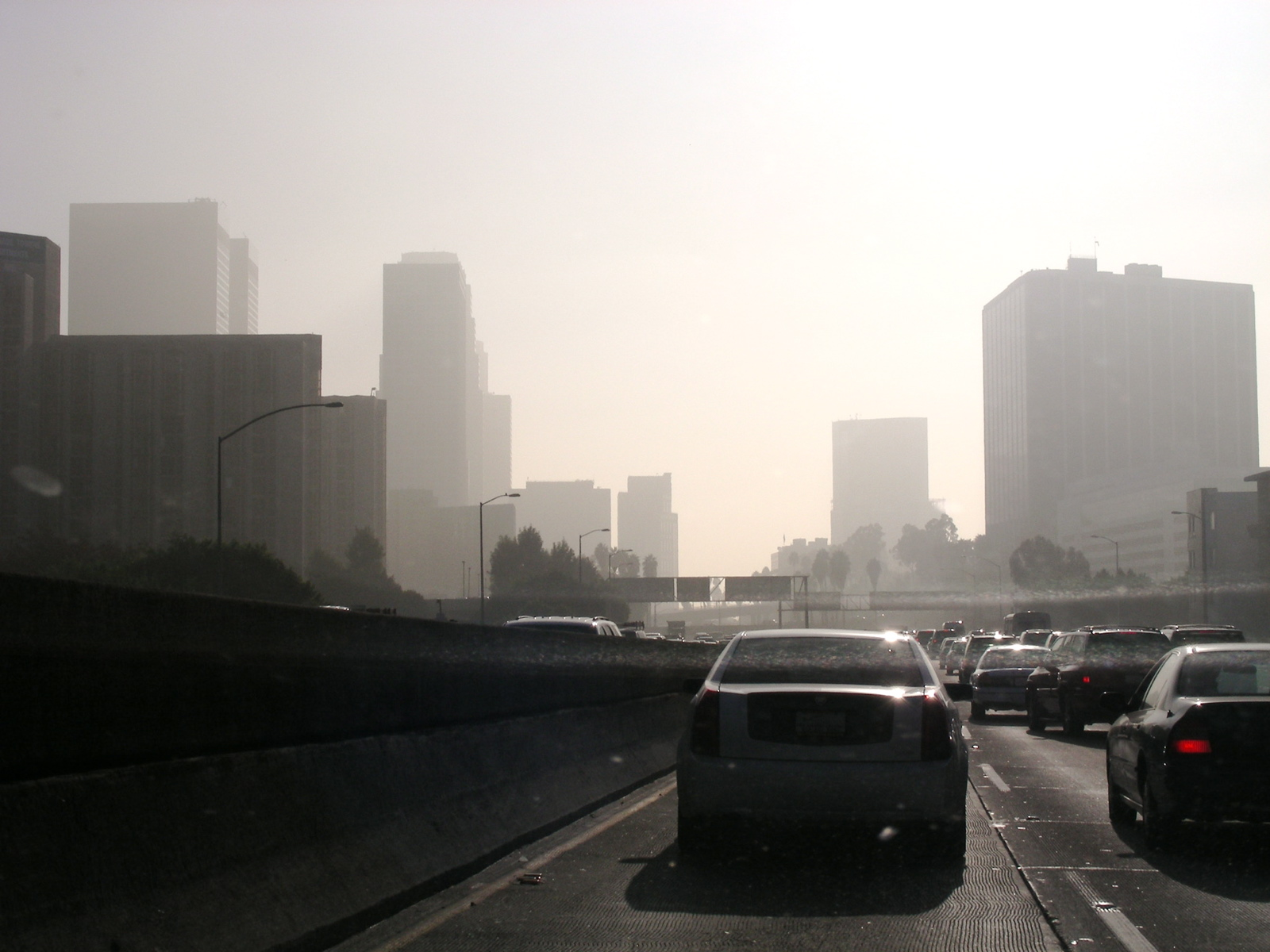
آلودگی شدید هوا در بزرگراه پاسادنا در مرکز شهر لس آنجلس

به‌علت موقعیت ویژه جغرافیایی و تعداد بسیار زیاد اتومبیل‌های شخصی در این شهر، و تشکیلات صنعتی و بندری در لانگ بیچ، این شهر دارای هوایی آلوده است که گاهی به صورت مه‌دود و وارونگی هوا بروز می‌کند. در بسیاری از شهرهای آلوده جهان، بارش باران به پالایش هوا و زدودن ذرات معلق کمک می‌کند. اما لس آنجلس با داشتن تنها ۳۸۱ میلی‌متر باران در سال، دارای هیچ عامل طبیعی برای پالایش هوا نیست.
برای کاهش آلودگی هوا و مشکلات ناشی از آن، سال‌ها است قوانین سختی برای کاهش آلودگی و مبارزه با منابع اصلی آلاینده وضع و اجرا شده‌اند. اخیراً ایالت کالیفرنیا قوانینی وضع کرده که شهروندان را به استفاده از خودروهایی با آلایندگی پایین تشویق کند. این قوانین سختگیرانه نتایج مثبتی به همراه داشته‌اند. برای مثال، در بدترین حالت خود در دهه ۱۹۷۰ میلادی، شهرداری لس آنجلس یکصد بار در سال در مورد وجود آلودگی شدید هوا، مه‌دود و وارونگی به شهروندان هشدار داده بود. نیاز به این هشدارها پس از سال ۲۰۰۰ از میان رفته است.
با وجود پیشرفت‌های قابل ملاحظه، آلودگی هوا و آب هنوز معضل عمده‌ای در لس آنجلس است. انجمن ریه آمریکا شهر لس آنجلس را به عنوان «آلوده‌ترین شهر آمریکا» ارزیابی کرده است.
مواد شیمیایی مانند متیل ترت-بوتیل اتر نشت شده از پمپ بنزین‌ها و سایر مواد شیمیایی خطرناک نیز منابع آب زیرزمینی شهر را می‌آلایند. به همین علت شهرداری لس آنجلس به‌طور فعال برای بهبود کیفیت هوا و آب در این شهر تلاش می‌کند.

## امنیت
شهر لس آنجلس اوایل دهه ۱۹۹۰ میلادی، یکی از ناامن‌ترین شهرهای آمریکا به‌شمار می‌رفت. وقوع سالانه بیش از ۱۰۰۰ مورد قتل، تنها یکی از دلایل بدنامی این شهر بود. اما در سال‌های اخیر با وجود افزایش جمعیت، آمار جرم و جنایت در این شهر به شدت کاهش یافته است. در سال ۲۰۱۲ میلادی، میانگین قتل به ۲۹۸ مورد در سال رسیده است.

## گران‌ترین مناطق لس آنجلس
بورلی هیلز و ونیز بیچ و تپه‌های بل‌ایر که همگی این مناطق در غرب لس آنجلس واقع شده‌اند، جزو گران‌ترین و اشرافی‌نشین‌ترین مناطق شهر لس آنجلس شناخته می‌شوند.

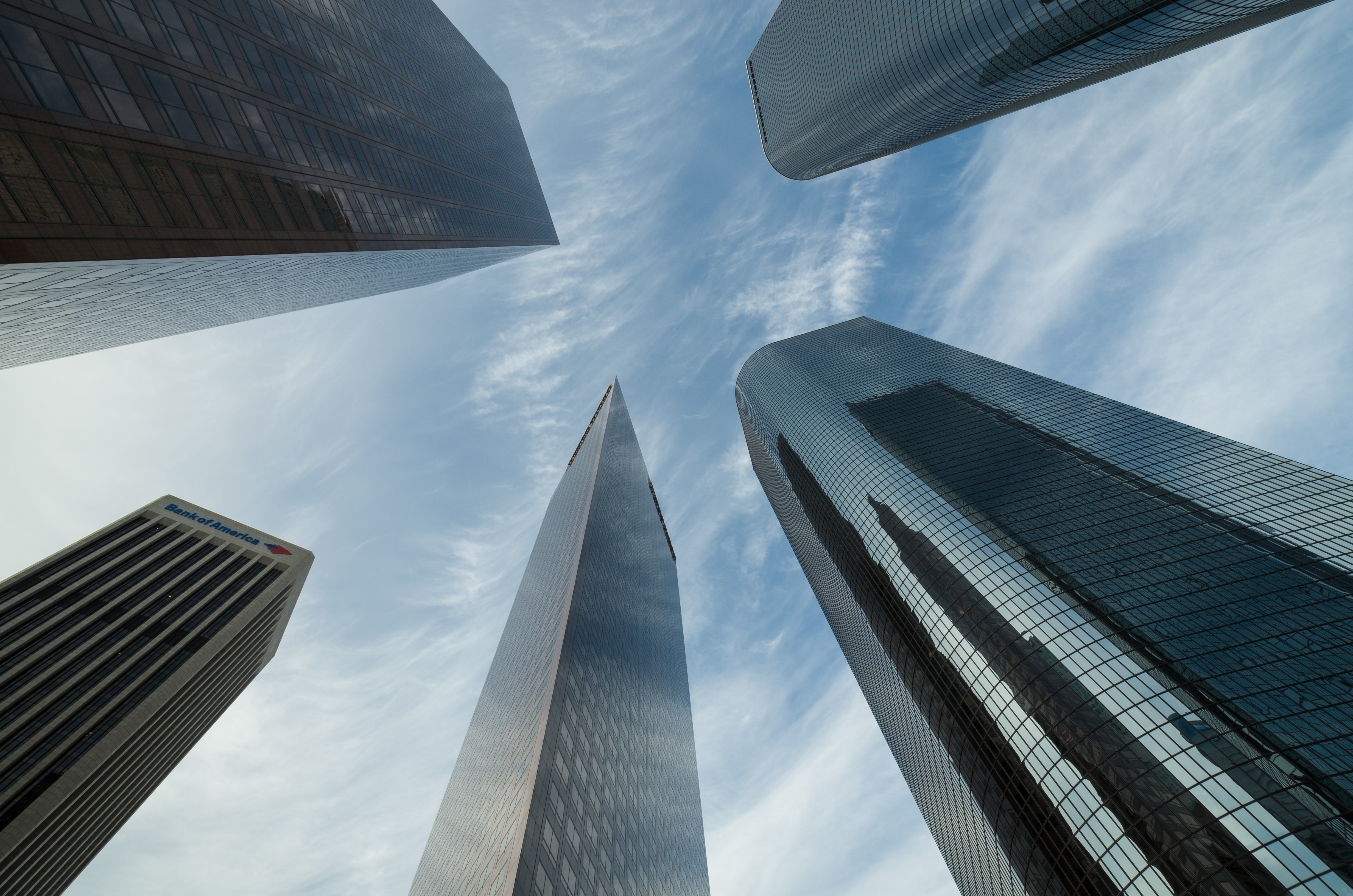
عکس آسمان خراش‌ها از زمین در مرکز شهر لس آنجلس

## شهرهای خواهر
- ایلات، اسرائیل (۱۹۵۹)
- توکیو، ژاپن (۱۹۵۹)
- سالوادور، باهیا، برزیل (۱۹۶۲)
- بوردو، فرانسه (۱۹۶۴)
- برلین، آلمان (۱۹۶۷)
- لوساکا، زامبیا (۱۹۶۸)
- مکزیکو سیتی، مکزیک (۱۹۶۹)
- آوکلند، نیوزیلند (۱۹۷۱)
- بوسان، کره جنوبی (۱۹۷۱)
- بمبئی، هند (۱۹۷۲)
- تهران، ایران (۱۹۷۲)
- تایپی، تایوان (۱۹۷۹)
- گوانگ‌ژو، چین (۱۹۸۱)
- آتن، یونان (۱۹۸۴)
- سن پترزبورگ، روسیه (۱۹۸۴)
- ونکوور، کانادا (۱۹۸۶)
- جیزه، مصر (۱۹۸۹)
- جاکارتا، اندونزی (۱۹۹۰)
- کاوناس، لیتوانی (۱۹۹۱)
- ماکاتی، فیلیپین (۱۹۹۲)
- اسپلیت، کرواسی (۱۹۹۳)
- سان سالوادور، السالوادور (۲۰۰۵)
- بیروت، لبنان (۲۰۰۶)
- ایسکیا، ایتالیا (۲۰۰۶)
- ایروان، ارمنستان (۲۰۰۷)
- پودگوریتسا، مونته‌نگرو[۱۹]